# Александровка (Еткульский район)
Александровка — село в Еткульском районе Челябинской области России. Входит в состав Белоносовского сельского поселения.

## География
Село находится на востоке Челябинской области, в лесостепной зоне, на восточном берегу озера Кривильды, на расстоянии 6 километров (по прямой) к юго-западу от села Еткуль, административного центра района. Абсолютная высота 234 метра над уровнем моря.

## Население
| 2002 | 2010 |
| ---- | ---- |
| 534  | ↘519 |

Гендерный состав
По данным Всероссийской переписи населения 2010 года в гендерной структуре населения мужчины составляли 47,6 %, женщины —  52,4 %.
Национальный состав
Согласно результатам переписи 2002 года, в национальной структуре населения русские составляли 82 %.

## Улицы
Уличная сеть села состоит из шести улиц.